# Řežabinec
Řežabinec je národní přírodní památka v okrese Písek, na rozhraní správních území obcí Putim, Ražice a Kestřany. Důvodem ochrany je výskyt cenných litorálních společenstev, která poskytují vhodná hnízdiště pro mnoho druhů ptactva a slouží pro rozmnožování dalších živočišných druhů. V rámci ochrany je chráněn jak Řežabinecký rybník a přilehlé tůně vzniklé zaplavením starých děr po středověké těžbě, tak i významná archeologická lokalita na vrchu Pikárna, kde v paleolitu a mezolitu bývalo rozsáhlé lidské sídliště.
Samotný rybník vznikl na místě slatiny v bývalém korytě řeky Otavy v roce 1530 na popud pána hradu Zvíkov Kryštofa ze Švamberka. Postupně vodní plocha zarůstala litorálním porostem tvořeným převážně rákosem, až tento cenný porost pokryl přibližně 40 %. Nevhodné hospodářské zásahy, nadměrný chov ryb převážně v 70. a 80. letech 20. století měly za následek poškození chráněné lokality a vyhynutí řady druhů. Rozsah pokrytí rákosem poklesl na dnešních přibližně 15 %. K roku 2011 je rybník ve vlastnictví státu a ve správě Agentury pro ochranu krajiny ČR, která se snaží navrátit druhovou pestrost a minimalizovat negativní dopady zásahů člověka. Rybník je významnou ptačí oblastí, kde se vyskytuje přes 160 ptačích druhů, mnoho jich zde hnízdí a taktéž se zde nachází největší kolonie racka chechtavého (Chroicocephalus ridibundus) na území jižních Čech. Z těchto důvodů byla celá lokalita v roce 2004 vyhlášena ptačí oblastí soustavy Natura 2000. Oblast také figuruje na seznamu významných ptačích území.
Okolo východní strany rybníka vede tři kilometry dlouhá naučná stezka s dvanácti informačními tabulemi a na východním břehu rybníka stojí z části volně přístupná pozorovací věž, ze které je možné sledovat okolní přírodu. V případě návštěvy lokality v rozmezí dubna až června má návštěvník možnost spatřit největší počet ptáků, nejvíce různých druhů ptáků se zde však vyskytuje na podzim.

## Poloha

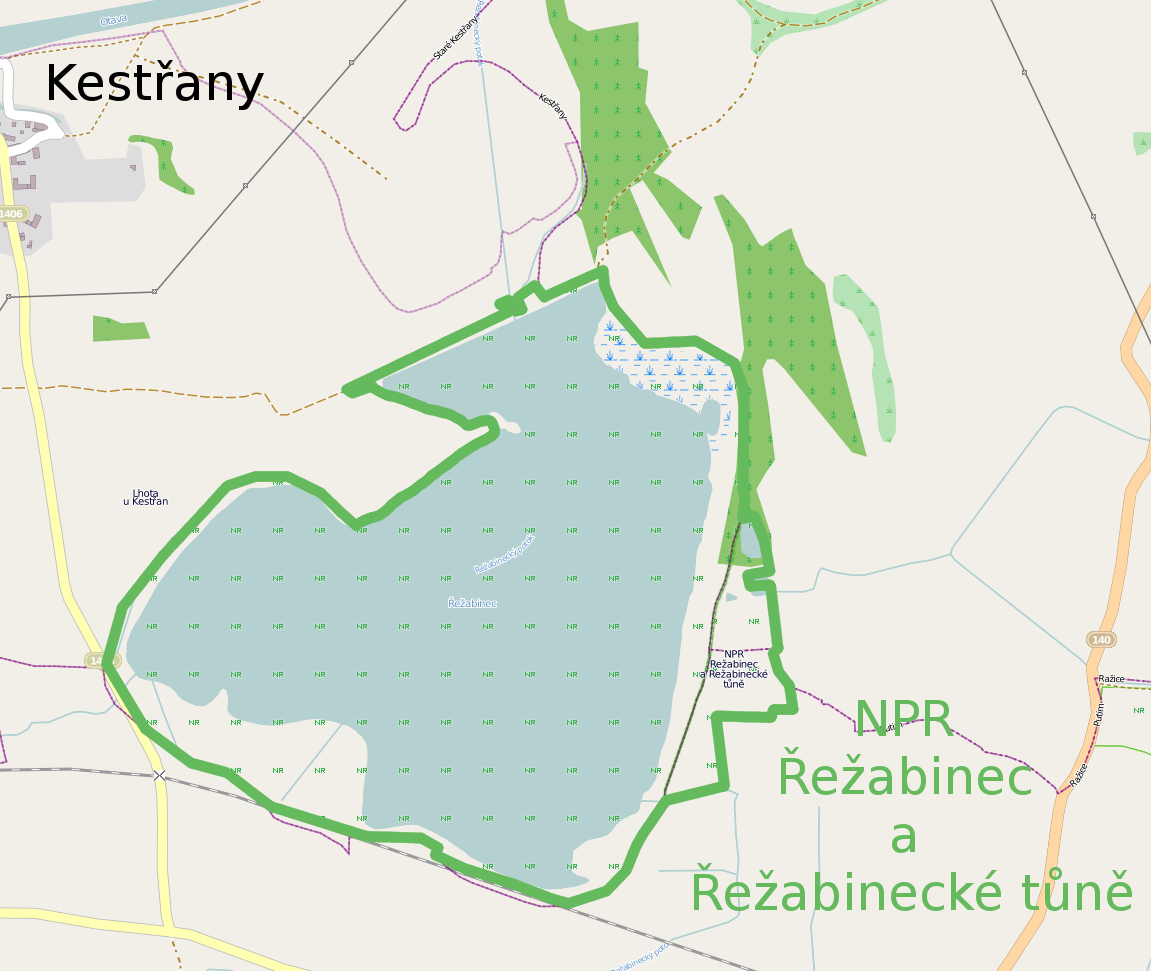
Mapa lokality

Území leží na rozhraní správních území obcí Putim, Ražice a Kestřany (katastrální území Lhota u Kestřan. Skládá se z rybníka, okolních luk a menších nádrží. Chráněné území leží deset kilometrů jihozápadně od města Písek. Na jižní hranici je území ohraničeno železniční tratí Plzeň – České Budějovice vystavěnou v roce 1868. Západní hranice je ohraničena pozemní komunikací Ražice–Kestřany. V severozápadní a severovýchodní části se nachází dvojice kopců, mezi kterými je údolí. Svahy kopců pokrývají sušší louky a drobnější borové porosty. Tímto údolím odtéká z Řežabince na sever Řežabinecký potok, který se vlévá do řeky Otavy. Současně je severovýchodní až východní část lokality ohraničena třemi remízky a vlhkými loukami. Kolem rybníka se nachází převážně orná půda, to společně s chovem ryb přispívá k hromadění živin v rybníce. Zvýšené množství živin následně způsobuje změny ve složení druhů, jelikož druhy zvyklé na chudá prostředí vymírají. Přibližně jeden kilometr východně od Řežabince se nachází přírodní památka Ražický rybník.

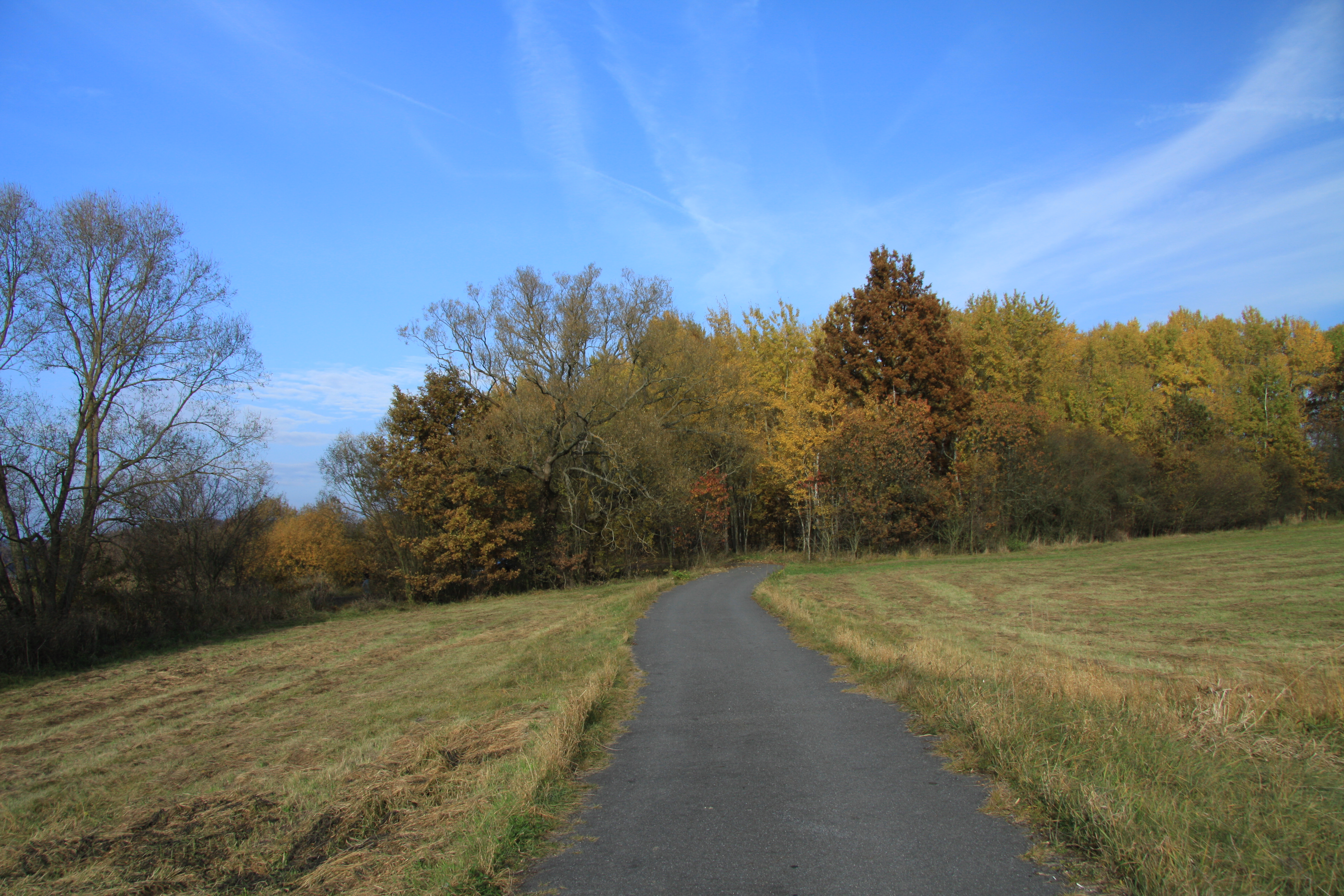
Přístupová cesta od Ražic

Dle geomorfologického hlediska je chráněná oblast součástí celku Českobudějovické pánve, podcelku Putimská pánev, která slouží jako akumulační rovina Otavy a Blanice. V rámci Putimské pánve se chráněné území nachází v okrsku Kestřanská pánev.

## Historie
Oblast národní přírodní památky je i významnou archeologickou lokalitou, jelikož se zde nacházelo lidské osídlení od paleolitu po mezolit. Lidé zde žili na nevysokém pahorku Pikárna, který se dříve tyčil nad řekou Otavou. Tahy lososů a blízkost bažin přitahujících větší savce zaručovaly dostatek potravy pro rozsáhlé lidské sídliště. Zbytky tohoto osídlení byly odkryty v roce 1936 strakonickým archeologem Bedřichem Dubským. Ten při svých vykopávkách objevil zbytky pazourkové dílny a různé nástroje. Nicméně eroze způsobila posunutí říčního koryta Otavy, která tak už neprotéká přímo kolem pahorku, ale o něco severněji. Na místě bývalého říčního koryta zůstala rozsáhlá slatina.

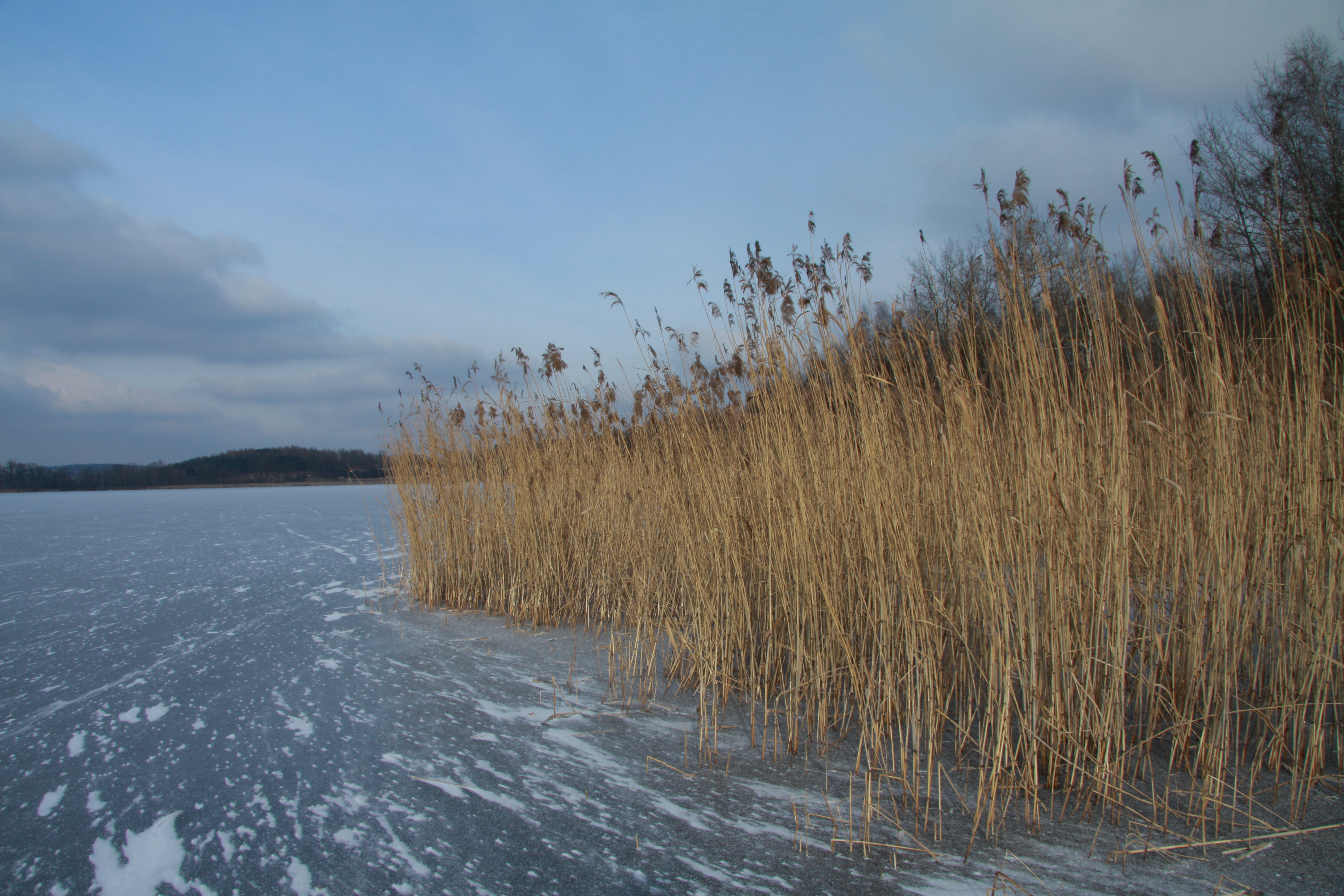
Detailní pohled na litorální porost tvořený rákosem obecným v zimě

V této slatině byl v roce 1530 (i když jiný zdroj uvádí datum založení 1524) na popud pána hradu Zvíkov Kryštofa ze Švamberka vybudován rybník Řežabinec. Hráz rybníka byla vystavěna z vátých písků. Vzhledem k tomu, že se svahy rybníka svažují jen pozvolna, panují zde ideální podmínky pro zarůstání rostlinami, hlavně rákosem. Na přelomu 20. století docházelo na lokalitě k těžbě přírodních štukových písků, načež následně vznikly mělké deprese, které se začaly zaplňovat spodní vodou z rybníka. Původně sloužily jako vhodná lokalita pro teplomilné a pískomilné druhy. Následně začaly postupně zarůstat nálety dřevin, což umožnilo vytvořit bohatou mozaiku různých typů prostředí vhodných pro četné druhy obojživelníků a ptactva. Od roku 1953 hospodaří na rybníce školní rybářství Vodňany.
V sedmdesátých a osmdesátých letech 20. století probíhal na rybníce intenzivní chov ryb, kvůli kterému došlo ke zvýšení vodní hladiny. Změna výšky hladiny snížila pokrytí litorálních porostů (hlavně rákos, vysoké ostřice a přesličky říční) z dřívějších 40 % na dnešních 15 %. Tůně byly v roce 1985 vyhlášeny jako chráněný přírodní výtvor o celkové velikosti 6,2 ha vzhledem k druhové rozmanitosti. V roce 1992 došlo ke sloučení dvou chráněných oblastí (rybníka a přilehlých tůní) a přeřazení do kategorie národní přírodní rezervace. Od tohoto roku je taktéž regulována vodní hladina a oproti osmdesátých letům 20. století byla snížena přibližně o 30 cm. Následně docházelo k poklesu rybářského využití lokality. Snížení vodní hladiny a omezení chovu ryb se projevilo na stabilizování litorálních porostů a v některých případech (např. u rákosu) dochází dokonce k postupnému rozšiřování.

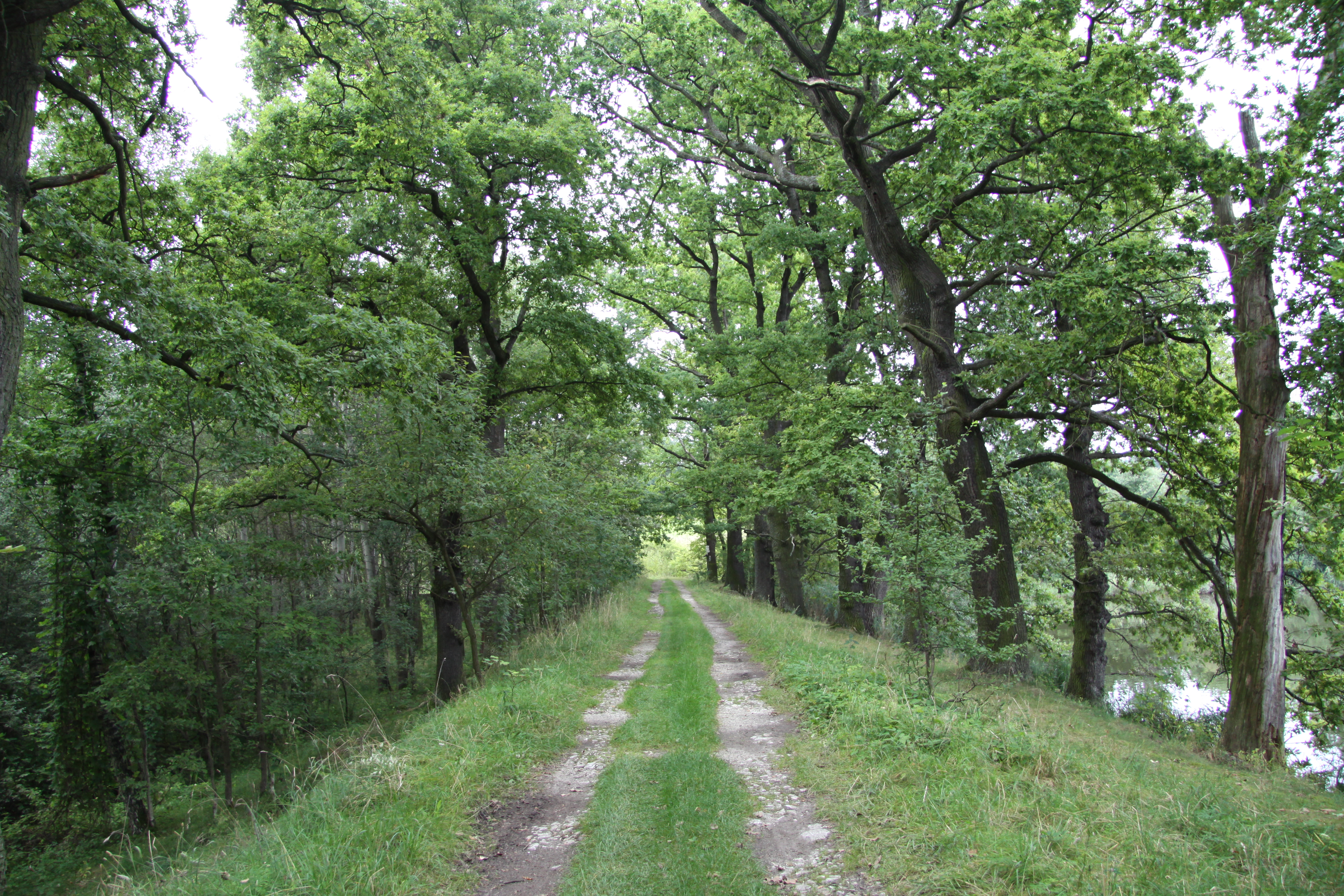
Hráz rybníka z vátých písků

Z důvodu citlivého hospodaření na rybníce počátkem 20. století došlo k vytvoření vhodných podmínek pro rozvoj mokřadních společenstev rostlin a hnízdění ptactva, jako například racka chechtavého, což později vyústilo k vyhlášení ochrany. Druhová rostlinná rozmanitost zaujala botaniky Abrože, Hajného a Růžičku, kteří zde prováděli výzkum. Následně navrhli Řežabinec jako vhodnou lokalitu k ochraně. K vyhlášení přírodní rezervace došlo 19. listopadu v roce 1949. Zákonem č. 114/92 Sb. a vyhláškou č. 395/92 byla rozšířena o oblast tzv. Řežabineckých tůní na konečnou rozlohu 110,7 ha z čehož 104,5 tvoří katastrální výměra rybníka Řežabinec. Kolem rezervace je současně vyhlášené ochranné pásmo o šířce 50 až 120 metrů. Získání statutu státní rezervace v roce 1949 byl významný pokrok, jelikož byl tím pádem zakázán odstřel divokého ptactva, došlo k omezení vstupu a zamezilo se vybagrování břehových porostů, které se jinak pro zvětšení hospodářské produkce rybníka provádělo. Nicméně ochrana neupravovala samotné rybářské hospodaření, což se v 70. a 80. letech negativně projevilo na bohatosti vegetace. To bylo způsobeno zvýšeným počtem ryb decimujících porosty, nárůstu živin ve vodě a zhoršení kvality vody. Hospodaření na rybníce bylo upraveno až v roce 1992.
Z důvodu výskytu husy velké (Anser anser) byla celá lokalita v roce 2004 vyhlášena jako ptačí oblast soustavy Natura 2000. Oblast také figuruje na seznamu významných ptačích území. K roku 2011 byl rybník ve vlastnictví státu a ve správě Agentury ochrany přírody a krajiny, která ho pronajímá rybářům a určuje, kolik ryb bude do rybníka nasazeno, jaké druhy, jestli se smí ryby krmit či má možnost jejich nasazování zakázat. Tato opatření mají za cíl pomoci přirozené obnově porostů vodních rostlin.
Dne 1. července 2021 bylo toto chráněné území znovu vyhlášeno Ministerstvem životního prostředí v kategorii národní přírodní památka.

## Přírodní poměry
Lokalita se nachází na horninovém podkladu, který je tvořen jílovými, písčitými a štěrkovými sedimenty vzniklých v terciéru se slojemi lignitu o mocnosti až 100 m. Na horninovém podkladu se nachází půda z části tvořená organogenní slatinou a hydromorfními gleji pozvolna přecházející do zonálních půd. Celkově je chemismus půdy kyselý, čímž vzniká území charakteristické pro mokřadní porosty chudé na živiny a s tím související živočišné druhy. Dříve se na území nacházelo třetihorní jezero vzniklé v přirozené depresi. Později se částečně koryto řeky Otavy posunulo severněji, čímž vznikla rozsáhlá slatina. Slatina pak byla v roce 1530 přebudována na rybník.
Klimaticky se území řadí mezi mírně teplé s úhrnem srážek ve vegetačním období 350 až 400 mm, v průběhu zimy klesá srážková činnost na 200 až 250 mm. Jedná se o jedno z nejteplejších a nejsušších míst v jižních Čechách. Přibližně 1 % chráněného území připadá na vlhké louky, zbylých 99 % na mokřady a vodní plochy.

### Rybník Řežabinec

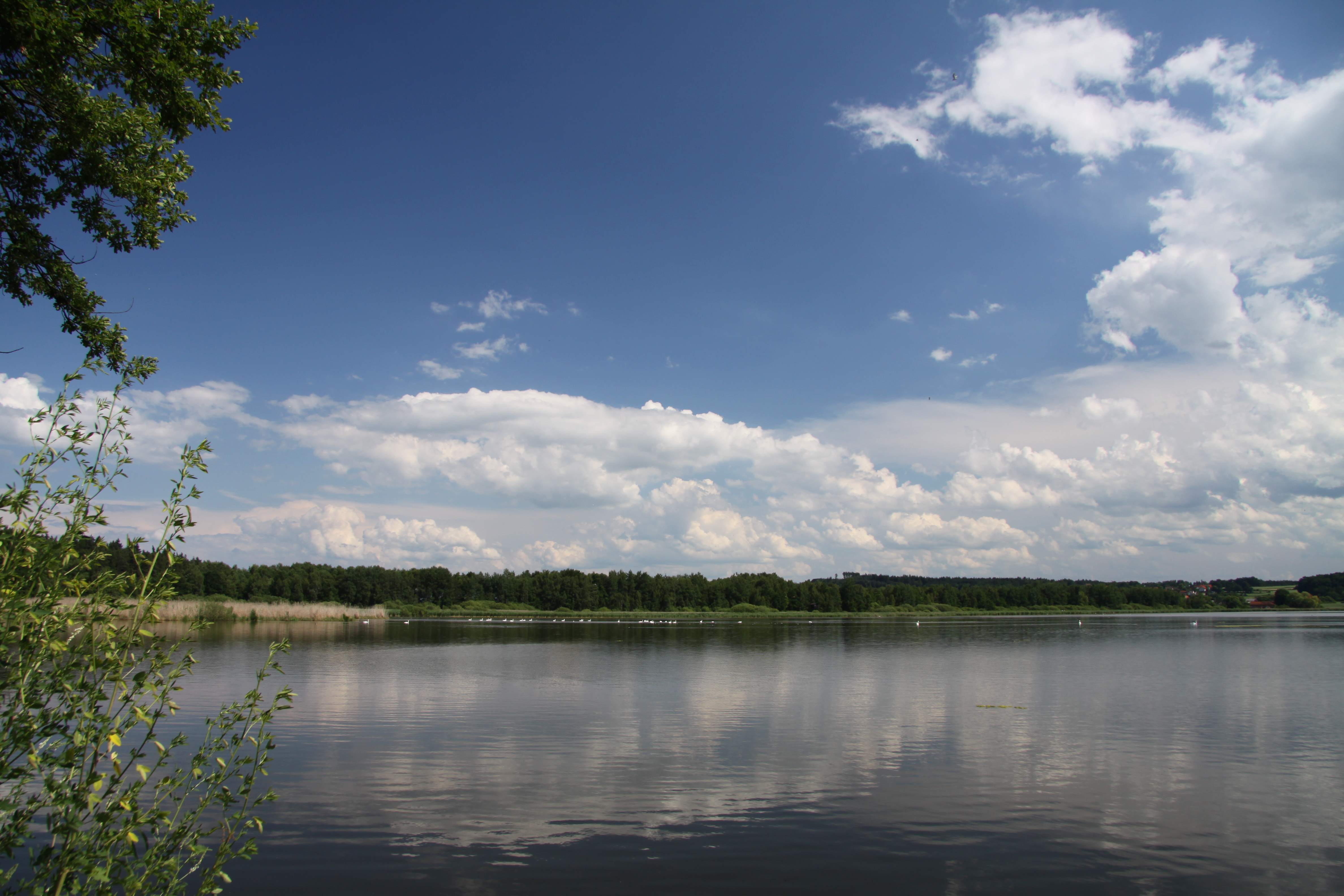
Pohled na rybník od hráze

Rybník Řežabinec byl vystavěn v roce 1530 na místě slatiny, které vznikla v depresi po meandru řeky Otavy. Nachází se v nadmořské výšce 371,28 metrů nad mořem a jeho plocha volné vodní hladiny je okolo 80 ha, i když katastrální výměra rybníka je 104,5 ha, což z něj činí největší rybník v okrese Písek. Jedná se o relativně mělký rybník, který má uprostřed hloubku pouze 80 až 120 cm (jiný zdroj uvádí hloubku v severní části rybníka až 140 cm), u hráze dosahuje 120 cm. Skládá se ze dvou částí a to z větší jižní části označované jako „Jezero“ a hlubší a menší severnější části sloužící jako loviště. Oblast rybníka zaobírá povodí pouze 2,85 km², což je relativně malé území. Celkový průměrný úhrn srážek ve zmiňovaném povodí je 540 mm. Chráněné území může být ohroženo nedostatkem vody v době napouštění. Rybník Řežabinec je odvodňován Řežabineckým potokem, který vede do řeky Otavy a rybník tedy spadá do povodí zmiňované řeky. Je napájen vodou ze dvou zdrojů, umělých stok. První stoka přivádí vodu od západu z Mladějovického potoka skrze napouštěcí kanál vedoucí z rybníka Markovec. Na východě je to stoka směřující z rybníka Miska a ústící v kotvišti poblíž rybářské bašty. Oba dva napájecí rybníky spadají do Sudoměřské rybniční soustavy.

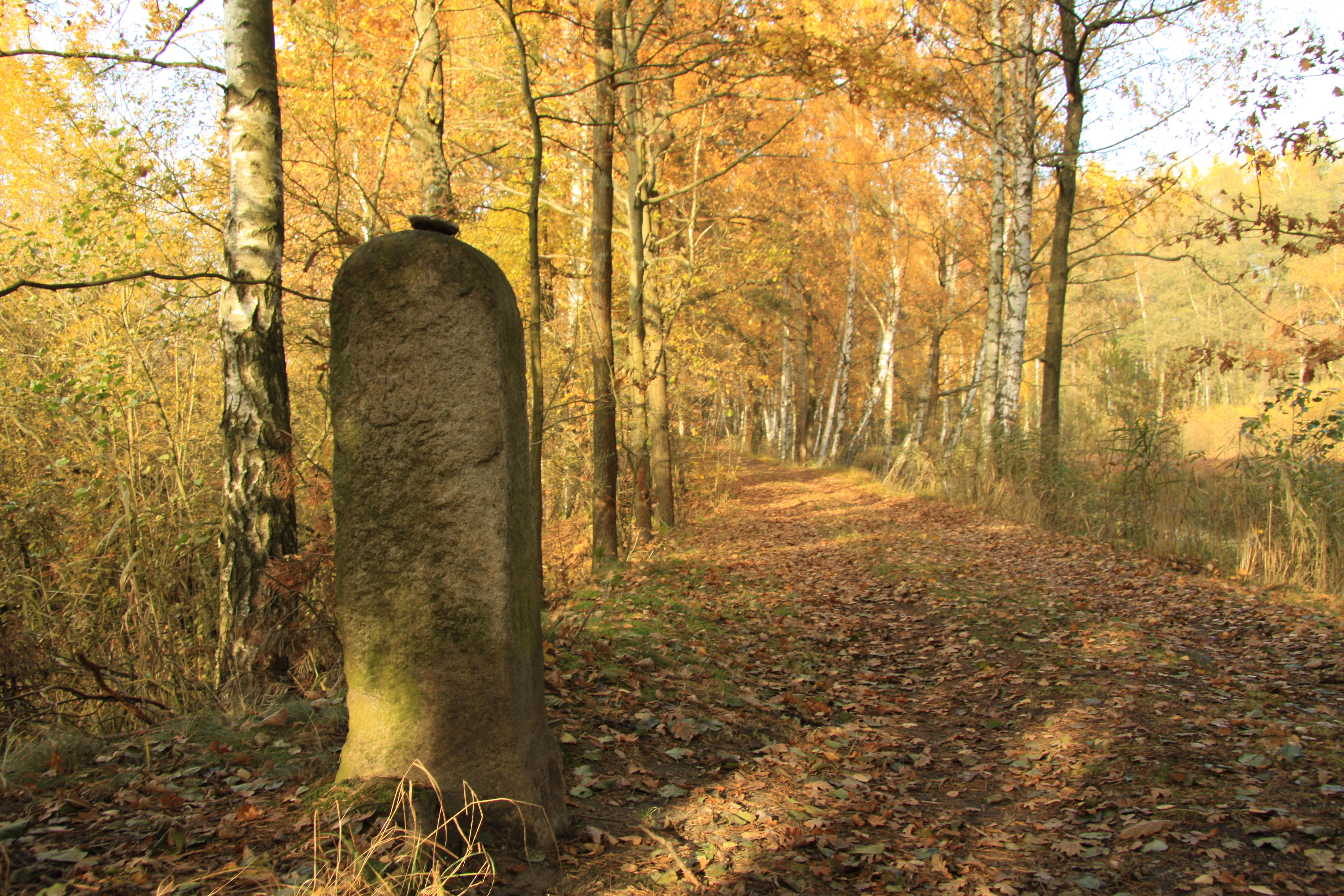
Kamenný mezník z roku 1702 na hrázi

U výtoku rybníka byl vybudován bezpečností přepad, který umožňuje odvádět nadbytečnou vodu. Ať už vzniklou srážkovou činností v době přívalových dešťů či při tání sněhu na jaře. Technicky je odtok řešen skrze nízkou hráz se skalnatým korytem, kdy hladina hráze dosahuje výše normované hladiny rybníka. Hráz rybníka je vybudována z vátých písků, je osázena vzrostlými duby a vede přes ni polní cesta. Taktéž se zde nachází kamenný mezník z roku 1702, který stojí na rozhraní katastrů obcí Ražice, Putim a Lhota u Kestřan a dříve určoval hranici drahonického panství.

### Vrch Pikárna

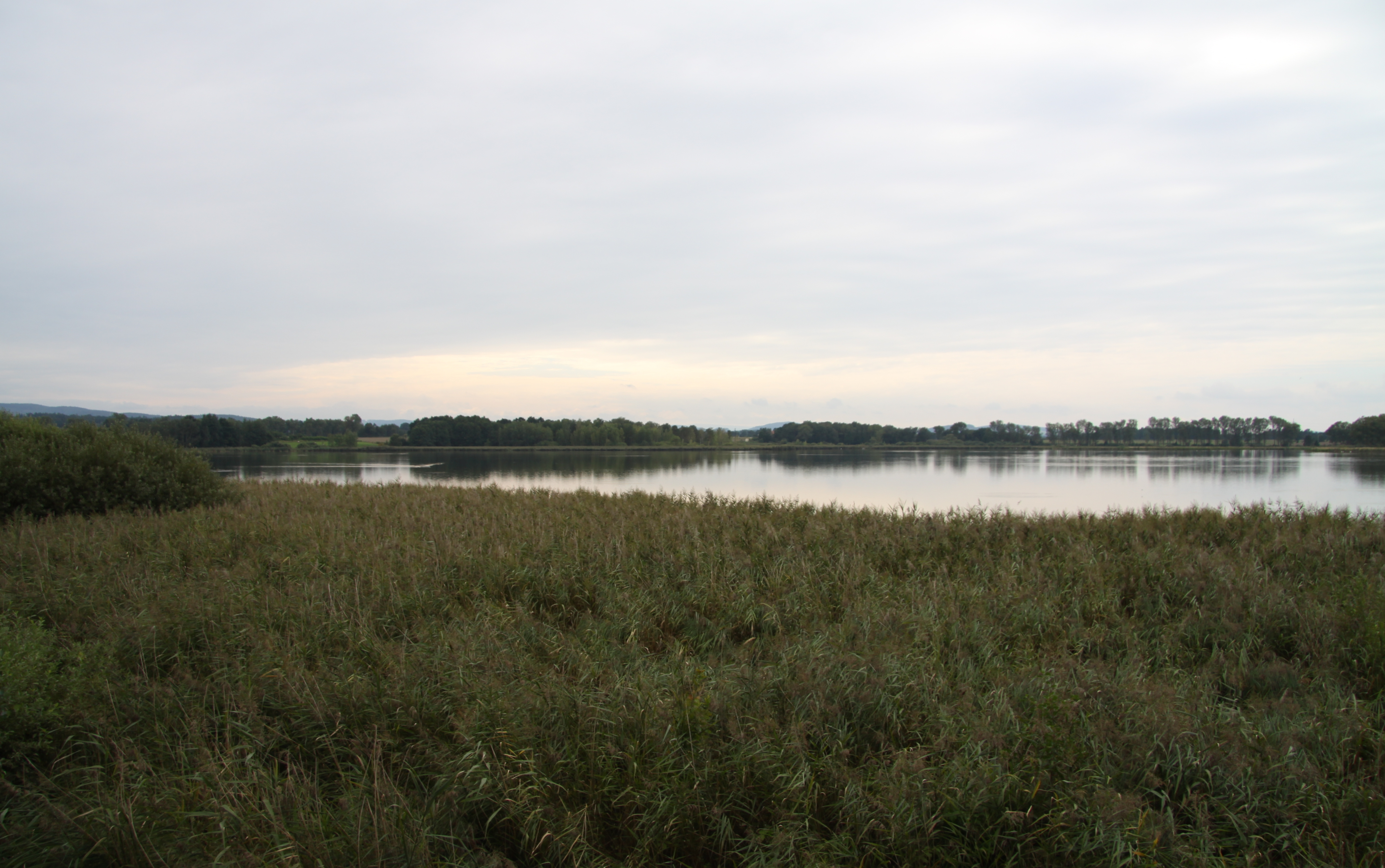
Rákosový porost

Součástí národní přírodní památky je vrch Pikárna (397 m), významná archeologická lokalita, na kterém se nacházelo významné paleotické a mezolitické lidské sídliště. Vhodné přírodní podmínky v okolí mělkého údolí řeky Otavy přilákaly na návrší lovecké skupiny, které zde měly snadný přístup k větším savcům chodícím k napajedlům. U nynější hráze rybníka se nacházela dílna pro výrobu nástrojů a na svazích vrchu Pikárna byla objevena stavba, v jejímž okolí se našly tisíce kusů nástrojů. Na základě archeologických nálezů se zdá, že vrchol osídlení oblasti byl mezi 8000 až 5000 př. n. l. Samotný vrch je tvořen aplitovými žílami odolávající erozi lépe než okolní perlová rula.

### Flóra
Nejvýznamnějším biotopem je k počátku 21. století rákosový porost, který je svým rozsahem unikátní v celé oblasti jižních Čech. Před intenzivním hospodářským využitím v 70. a 80. letech 20. století pokrýval litorální porost (Phragmitetum communis, Equisetetum fluviatilis, Caricetum elatae, Caricetum gracilis) okolo 40 % rozlohy rybníka (odpovídající přibližně 47 ha). V jihozápadní části existovalo cenné přechodové rašeliniště se společenstvími sv. Rhynchosporion albae, Sphagno-Tomenthypnion a Sphagno-Utricularion. V tomto prostředí se vyskytovaly vzácné druhy jako např. suchopýr širolistý (Eriophorum latifolium), vachta trojlistá (Menyanthes trifoliata), všivec bahenní (Pedicularis palustris), hrotnosemenka bílá (Rhynchospora alba), bařička bahenní (Triglochin palustris), suchopýrek alpský (Trichophorum alpinum), bublinatka vícekvětá (Utricularia bremii), bublinatka prostřední (Utricularia intermedia), leknín bělostný (Nymphaea candida), šípatka střelolistá (Sagittaria sagittifolia), žabník trávovitý (Alisma gramineum) a ojediněle také kruštík bahenní (Epipactis palustris), nicméně všechny tyto druhy vlivem eutrofizace vody na lokalitě vyhynuly. Dosud zde roste rosnatka okrouhlolistá (Drosera rotundifolia), zábělník bahenní (Comarum palustre) a ostřice plstnatoplodá (Carex lasiocarpa). Změna chemismu vody měla za následek taktéž vyhynutí unikátního souboru řasové flóry.

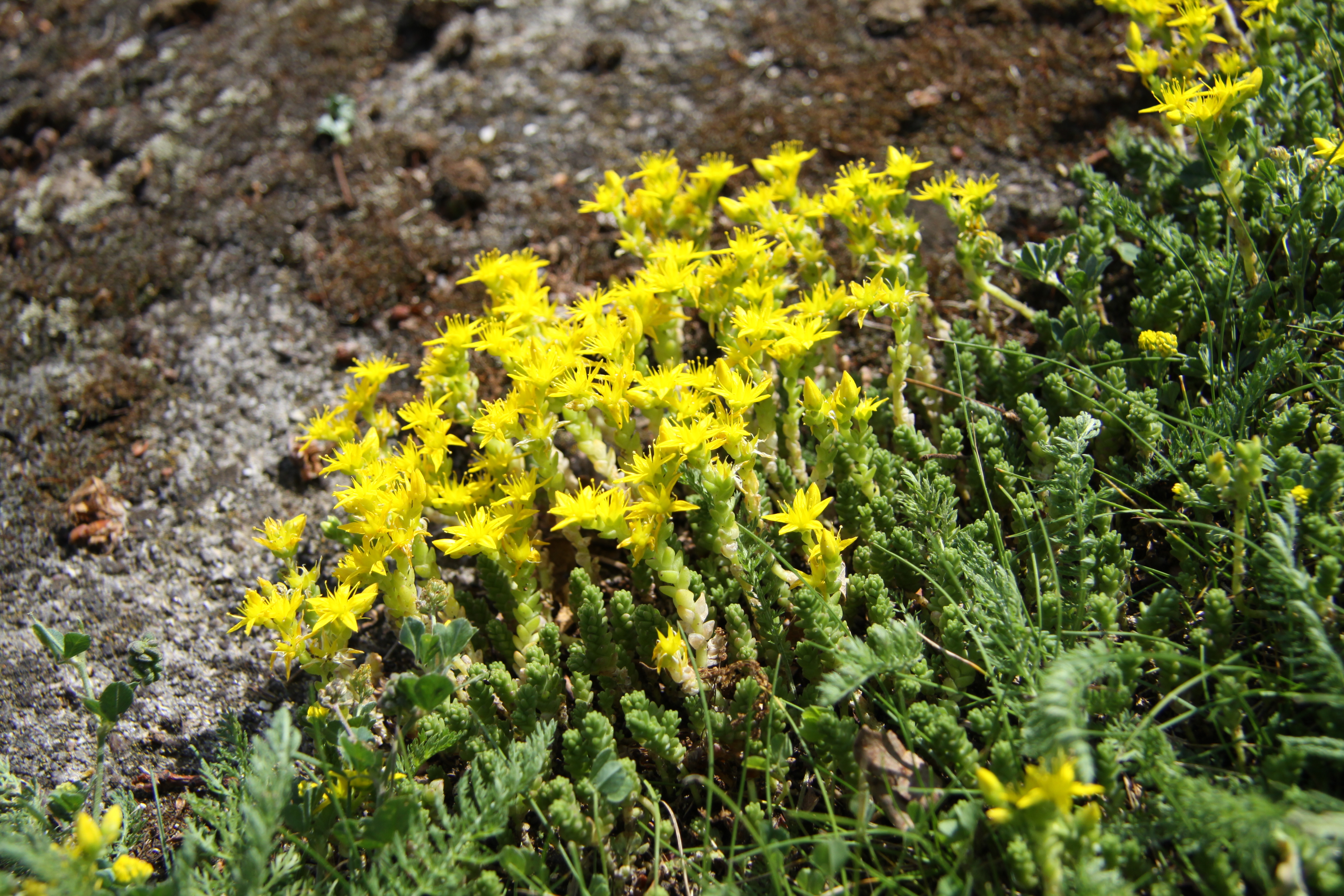
Rozchodník prudký (Sedum acre) kvetoucí na vybetonované části hráze rybníka

K současnosti je nejvýznamnějším porostem v rezervaci litorální porost rákosu a ostřice vyvýšené (Carex elata), který je unikátní na celém území jižních Čech. Tento porost se zachoval převážně v jihozápadní části rybníka. Dnes je již z části odumřelý, takže tvoří menší ploché ostrůvky z části porostlé dvouzubcem a z části holé. Přilehlé tůně jsou v nyní z větší části zanesené sedimenty a zarostlé společenstvy sv. Magnocaricion elatae, Cicution virosae, Oenanthion aquaticae, Parvopotamion, Utricularion australis a Salicion cinereae, ve kterých roste např. bublinatka jižní (Utricularia australis), rdest ostrolistý (Potamogeton acutifolius), bazanovec kytkokvětý (Lysimachia thyrsiflora), okřehek trojbrázdý (Lemna trisulca), ostřice nedošáchor (Carex pseudocyperus) a další. Místa s nižší vlhkostí jsou porostlá vzrostlými nálety břízy, osiky, olše, dubu a borovice.

### Fauna

#### Bezobratlí
Vlivem kyselého chemismu půdy se na lokalitě vyskytují druhy bezobratlých charakteristické pro mokřady chudé na živiny. Nachází se zde například střevlíci (např. Terostichus aterrimus), drabčíci (např. Tachyporus aransversalis), sarančata, bahnomilky, různé druhy brouků, či zástupci dvoukřídkého hmyzu. Dřívější výskyt vodních bezobratlých nebyl k počátku 21. století ověřen, ale dřívější údaje uvádí výskyt zástupce vodního plže točenky ploché (Valvata cristata). K výraznému poškození jejich populací došlo vlivem nadměrného chovu ryb v 70. a v 80. letech 20. století.
Řežabinec je jedinou lokalitou v Česku, kde se vyskytuje vzácná parazitická moucha Trimerina microchaeta s larvami vyvíjejícími se ve snůškách některých druhů pavouků.

#### Obojživelníci a plazi

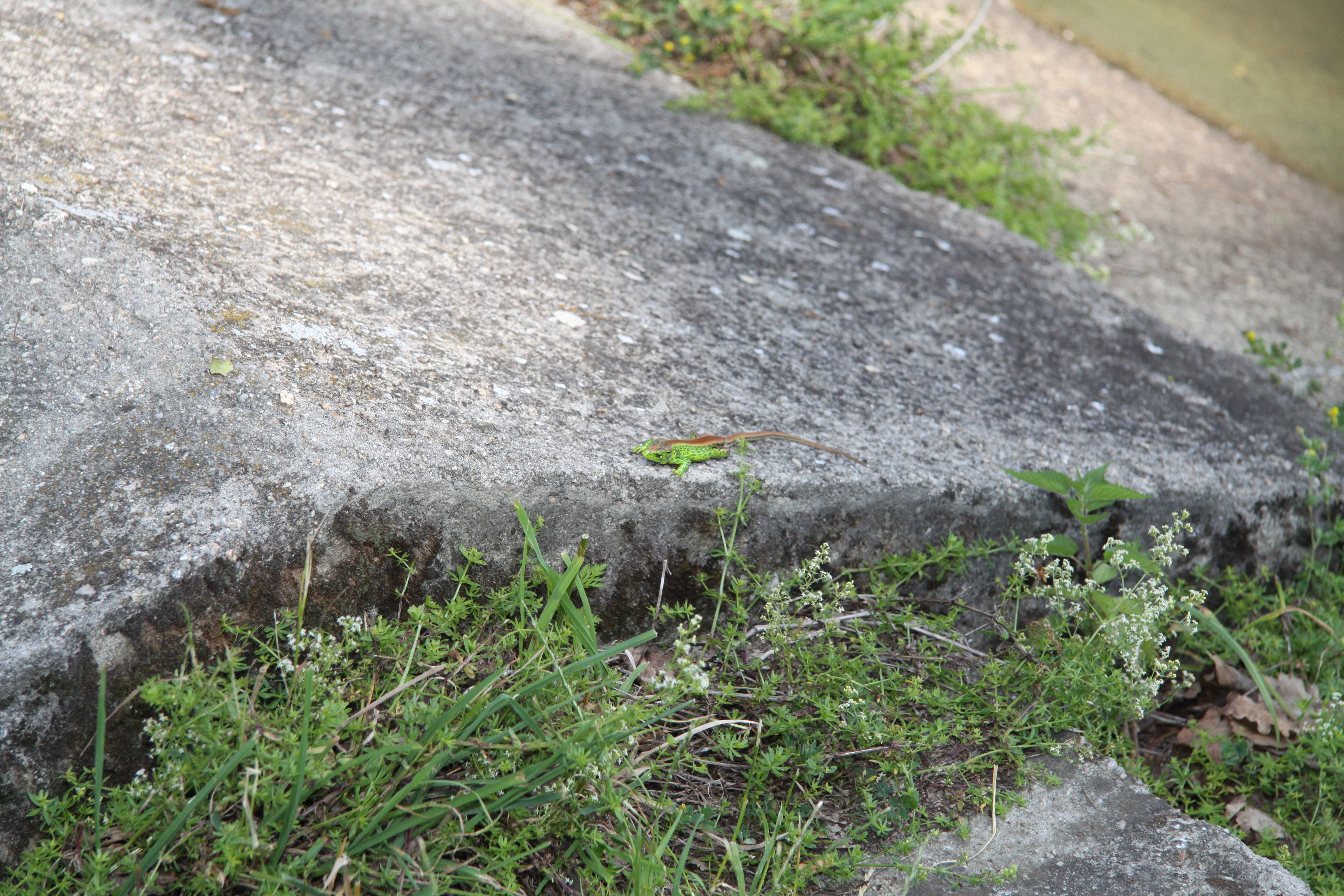
Samec ještěrky obecné (Lacerta agilis) na hrázi rybníka

Na území tůní se vyskytuje celkem 11 druhů obojživelníků z celkových 20 druhů, které obývají Českou republiku. Z ocasatých obojživelníků zde žijí dva druhy čolků, čolek obecný (Triturus vulgaris) a čolek velký (Triturus cristatus), 9 zbývajících tvoří druhy žab. Jsou to skokan zelený (Pelophylax esculentus), skokan hnědý (Rana temporaria), blatnice skvrnitá (Pelobates fuscus), kuňka obecná (Bombina bombina), ropucha obecná (Bufo bufo), skokan štíhlý (Rana dalmatina) a další. Z plazů se na území celé národní přírodní památky vyskytují celkem tři druhy. Jedná se o ještěrky či užovku obojkovou.

#### Ryby

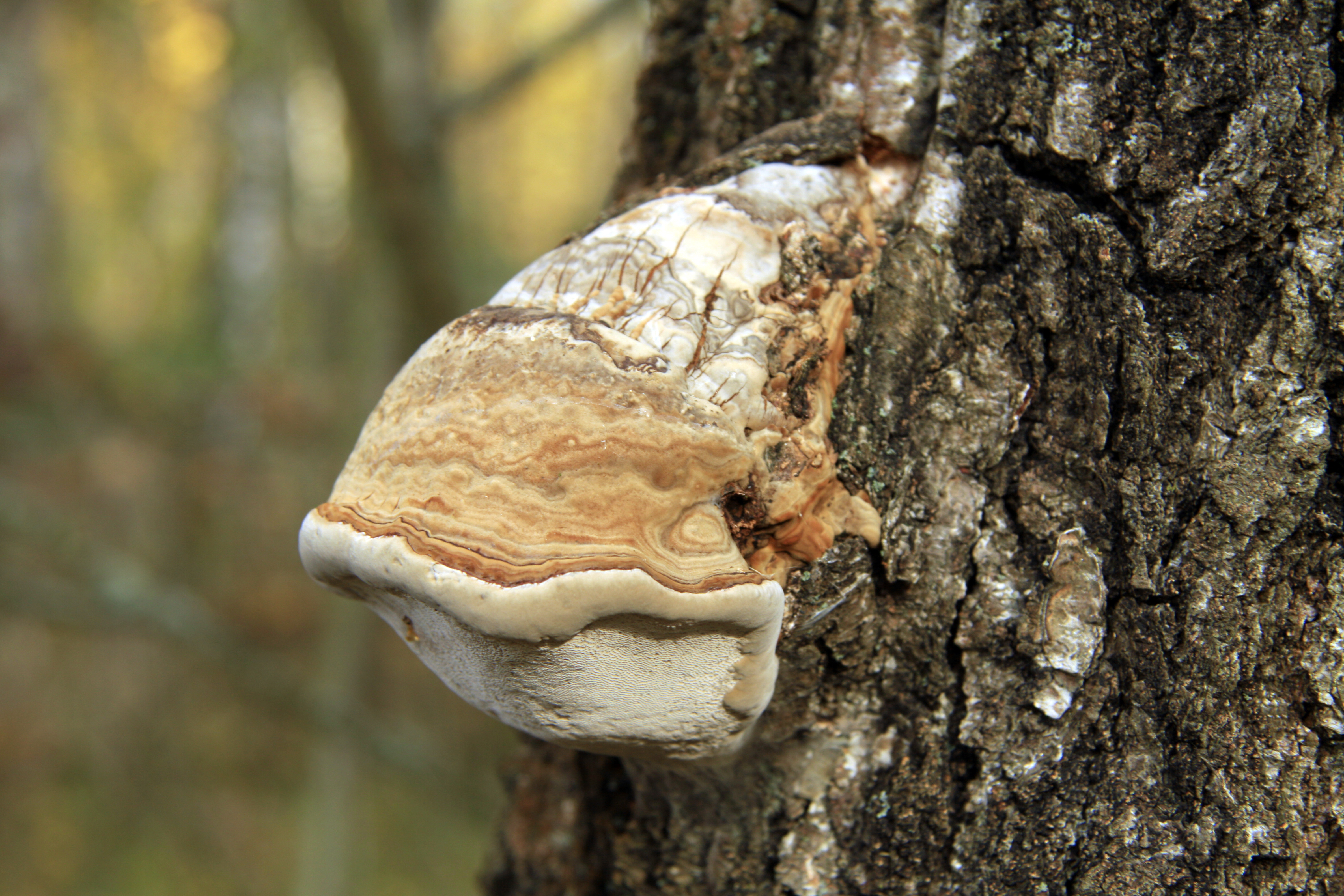
Troudnatec kopytovitý (Fomes fomentarius) na lokalitě

Na lokalitě probíhal od založení rybníka chov ryb, který se hlavně v sedmdesátých a osmdesátých letech 20. století negativně projevil na druhové pestrosti jak ponořených a plovoucích rostlin, tak i na břehových tvrdých porostech. K tomu výrazně přispěla i zvýšená hladina rybníka. Hlavní chovnou rybou je zde tradičně kapr obecný (Cyprinus carpio), který byl v 50. letech 20. století nasazován v počtu 14 000 malých kaprů, výlov pak kolísal mezi deseti až třiceti tunami. Oproti tomu v sedmdesátých a osmdesátých letech 20. století došlo k nárůstu nasazených kaprů na 40 až 50 000 kusů s následným výlovem 80 až 100 tun. Nadměrné nasazení kapra mělo následně neblahý dopad na rostlinná společenstva a z toho důvodu dochází k postupnému poklesu v jeho nasazování a jeho nahrazování štikou (Esox lucius), línem (Tinca tinca), okounem (Perca fluviatilis), candátem (Sander lucioperca) a sumcem (Silurus glanis).

#### Ptáci
Mezi lety 1990 až 1999 bylo na lokalitě Řežabince a přilehlých lukách zahrnutých do ochranného pásma pozorováno 166 druhů ptáků (jiný zdroj uvádí 70 druhů pěvců a 102 ostatních druhů), z toho 87 hnízdících druhů (jiný zdroj uvádí 89). Jedná se například o mnoho druhů z řad migrujících bahňáků, zvláště jespáků. Dále hejna kachen a hus, které na rybníce žijí od konce léta, kdy přílétají na lokalitu. Ojediněle se zde vyskytuje i kormorán velký (Phalacrocorax carbo), volavka bílá (Ardea alba), kolpík bílý (Platalea leucorodia). Na lokalitě je možné pozorovat i chřástal kropenatý (Porzana porzana), chřástal vodní (Rallus aquaticus), chřástal malý (Porzana parva), slípka zelenonohá (Gallinula chloropus), slavík modráček (Luscinia svecica), sýkořice vousatá (Panurus biarmicus), cvrčilka slavíková (Locustella luscinioides), rákosník velký (Acrocephalus arundinaceus), rákosník proužkovaný (Acrocephalus schoenobaenus), rákosník obecný (Acrocephalus scirpaceus), husa velká (Anser anser), občas volavka červená (Ardea purpurea) a bukáček malý (Ixobrychus minutus), dříve i bukač velký (Botaurus stellaris). Další zdroj jmenuje zástupce pěvců moudliváčka lužního (Remiz pendulinus), žluvu hajní (Oriolus oriolus), z nepěvců lžičák pestrý (Anas clypeata), čírka modrá (Anas querquedula), čírka obecná (Anas crecca), kopřivka obecná (Anas strepera), rybák černý (Chlidonias niger), rybák obecný (Sterna hirundo), chřástal vodní (Rallus aquaticus), chřástal kropenatý (Porzana porzana), moták pochop (Circus aeruginosus), potápka malá (Tachybaptus ruficollis), potápka černokrká (Podiceps nigricollis), potápka roháč (Podiceps cristatus), křepelka polní (Coturnix coturnix) a koroptev polní (Perdix perdix) (poslední dva druhy obývají ochranné pásmo). V zimě se na lokalitě pravidelně zdržuje orel mořský (Haliaeetus albicilla).
Na plochých ostrůvcích pravidelně hnízdí v počtu až 5000 párů racek chechtavý (Chroicocephalus ridibundus). Jedná se tak o nejpočetnější hnízdící druh v lokalitě. Jeho přítomnost byla taktéž důvodem k vyhlášení rezervace v roce 1949. Současně tak vzniká největší racčí kolonie na území jižních Čech. Pro husu velkou je Řežabinec západní hranicí jejího výskytu v Česku a lokalitu využívá tisíc až dva tisíce jedinců jako významné shromaždiště v době mezi červencem až říjnem. Vyjma husy velké se zde v červnu shromažďuje až 300 jedinců kopřivky obecné, která zde také hnízdí v počtu 20 až 40 párů.

#### Savci

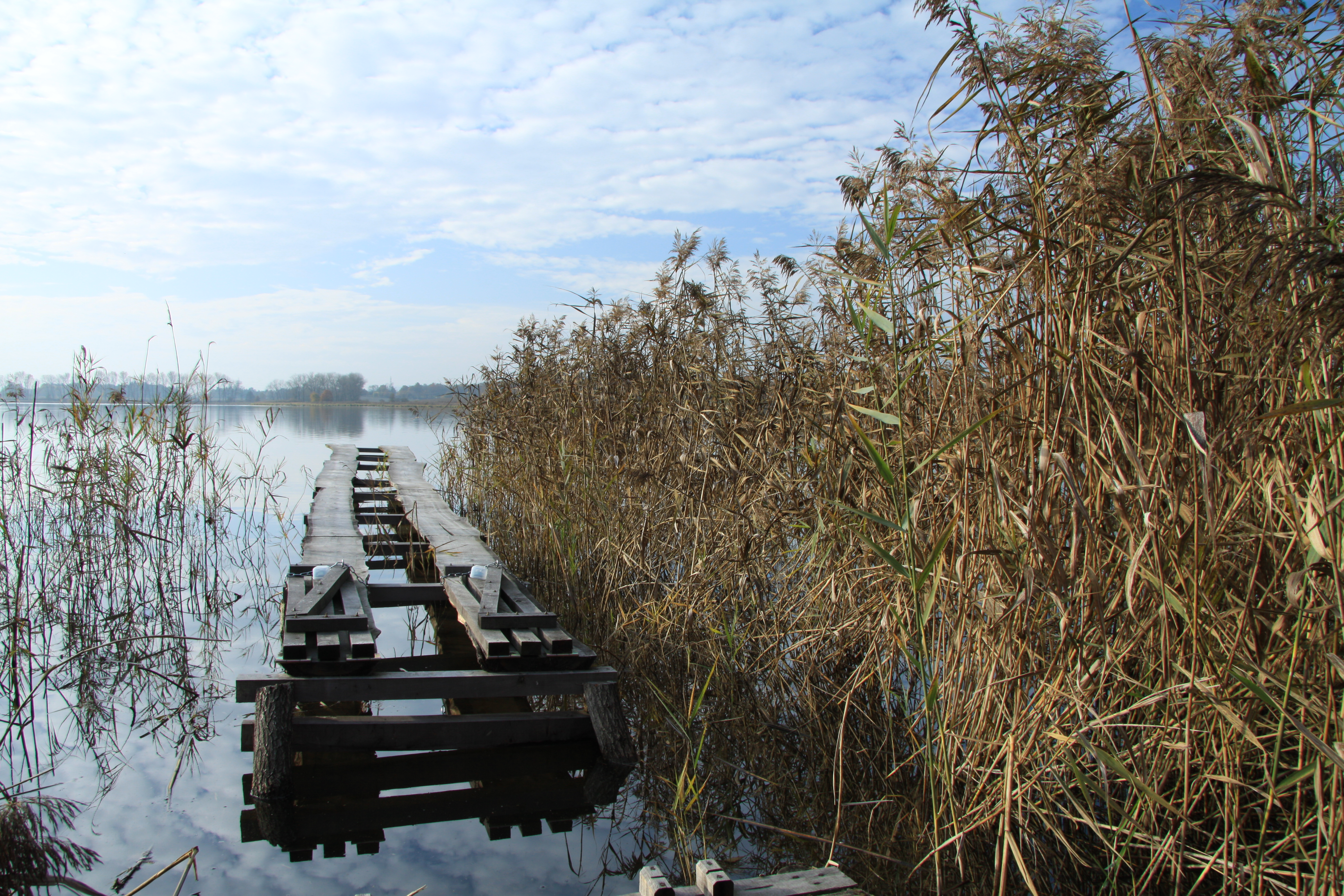
Část rákosového porostu s dřevěným molem umožňující přístup mimo porost

Trvale žije na území rezervace okolo třiceti druhů savců a další druhy do lokality směřují za potravou. Ze zástupců šelem zde trvale žije liška obecná (Vulpes vulpes), lasice kolčava (Mustela nivalis), kuna lesní (Martes martes). Z hmyzožravců rejsek obecný (Sorex araneus), krtek obecný (Talpa europea), ježek východní (Erinaceus concolor) a ježek západní (Erinaceus europaeus). Z letounů netopýr rezavý (Nyctalus noctula). Z hlodavců ondatra pižmová (Ondatra zibethica), veverka obecná (Sciurus vulgaris), plšík lískový (Muscardinus avellanarius), hraboš polní (Microtus arvalis), norník rudý (Myodes glareolus), myšice lesní (Apodemus flavicolis) a myška drobná (Micromys minutus). Dále se zde nachází zajíc polní (Lepus europaeus), za potravou se vydává do chráněného území srnec obecný (Capreolus capreolus), prase divoké (Sus scrofa), netopýr vodní (Myotis daubentonii), netopýr ušatý (Plecotus auritus). Na území národní přírodní památky se dá příležitostně zahlédnout vydra říční (Lutra lutra) a to převážně v zimních měsících, kdy přes lokalitu prochází.
Ve dvou případech je nahlášeno pozorování losa evropského (Alces alces) na břehu rybníka.

## Ochrana

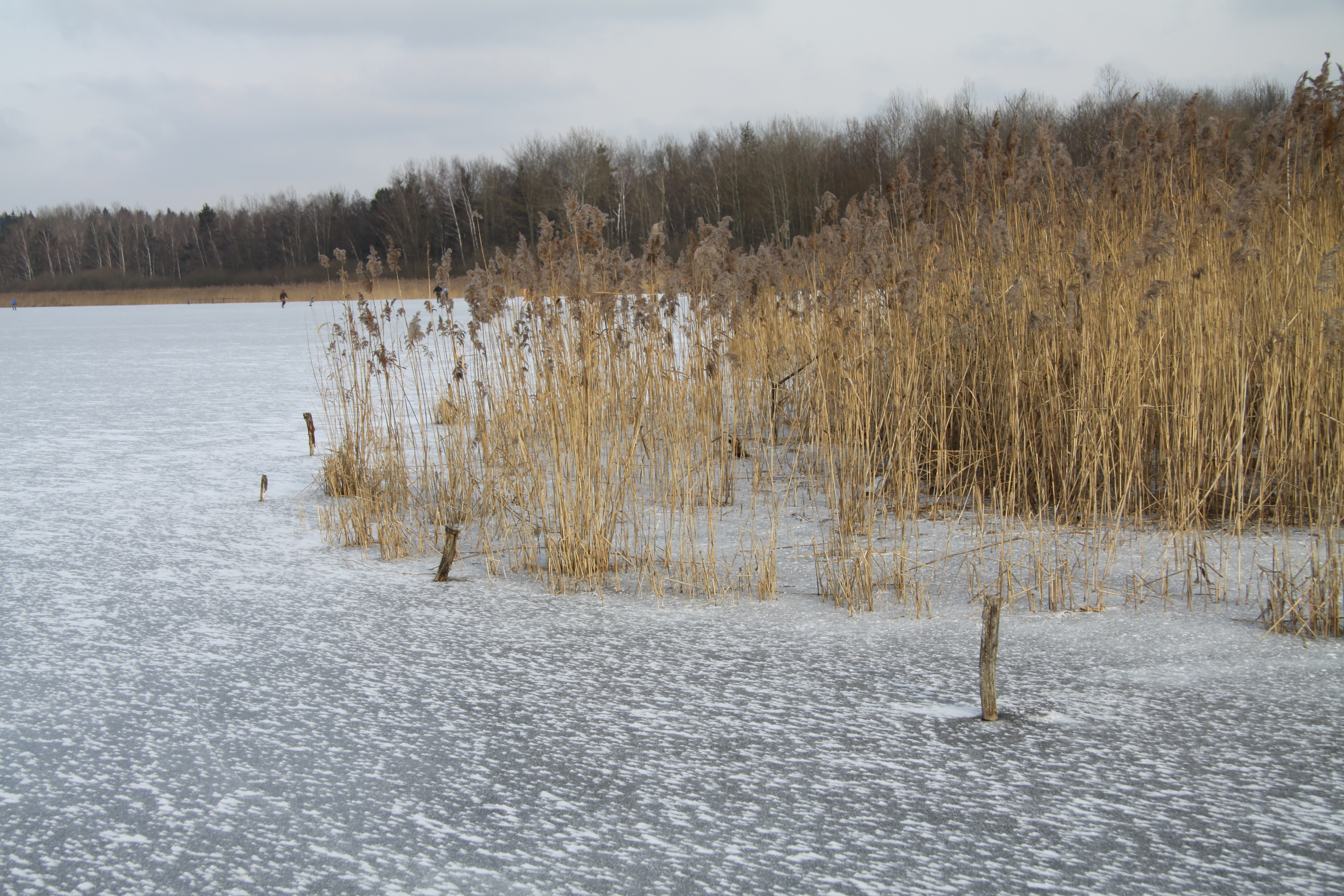
Části litorálního porostu jsou v rámci ochrany obehnány pletivem, aby se zamezil přístup kaprů. Kapři totiž požírají výhonky rákosu a tím poškozují jeho porost.

Vlivem nevhodných zásahů způsobených intenzivnějším rybolovem došlo v 70. a 80. letech 20. století k výraznému poškození litorálních porostů, přeplavení rašeliniště a zničení nejcennějších rostlinných společenstev. Ve snaze zvrátit zmiňované negativní zásahy člověka se od roku 1991 uplatňuje managment, který se snaží navrátit vyhubená rostlinná společenstva zpět. Od roku 1992 je uměle regulována vodní hladina rybníka. Taktéž byla vodní hladina oproti 80. letům 20. století snížena přibližně o 30 cm. Tím je umožněno snazší šíření litorálních rostlin.

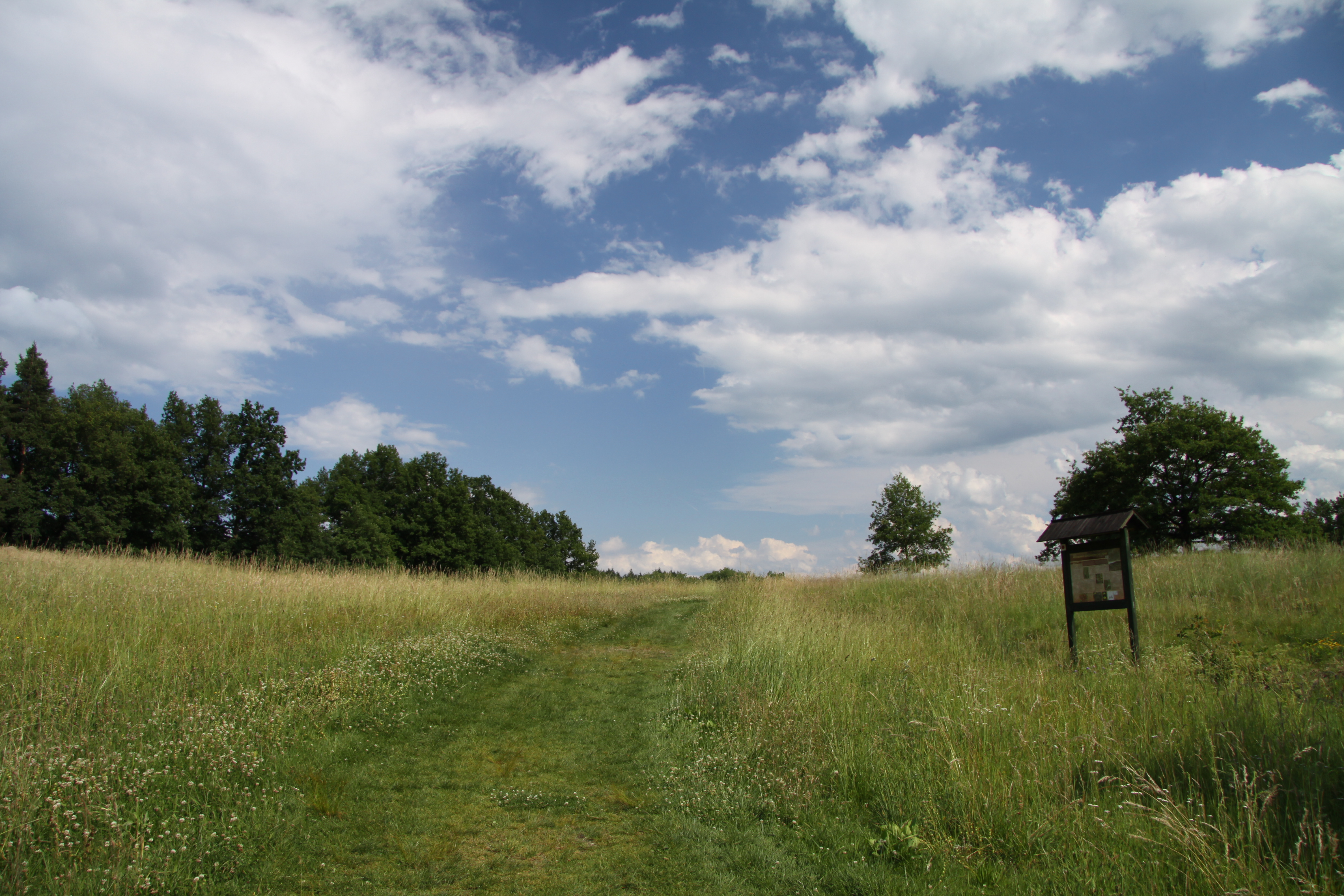
Cesta společně s informační cedulí poblíž hráze

V současnosti probíhají na lokalitě výzkumné projekty pro získání informací ke zvolení vhodného způsobu hospodaření v areálu chráněného území. Taktéž dochází k zásahům v podobě kácení náletových dřevin či čištění tůní. V roce 1998 došlo po odbahnění dvou tůní k objevení souvislého porostu bublinatky jižní (Utricularia australis). Bublinatku časem nahradila početná populace silně ohroženého rdestu ostrolistého (Potamogeton acutifolius). Na lokalitě je nutné pomocí odsávání také provádět odbahňování dna Řežabince. Etapovitě by mělo docházet k oplocování rákosových oblastí v rámci jejich ochrany před kapry a labutěmi.
Jediným důvodem ochrany ptačí oblasti je využívání lokality Řežabince husou velkou jako shromaždiště v době mezi červencem a říjnem. Odhaduje se, že se sem slétává jeden až dva tisíce jedinců. Toho zneužívají myslivci a intenzivně je zde loví, co má za následek rychlý úbytek jejich počtu.

### Významná ornitologická lokalita

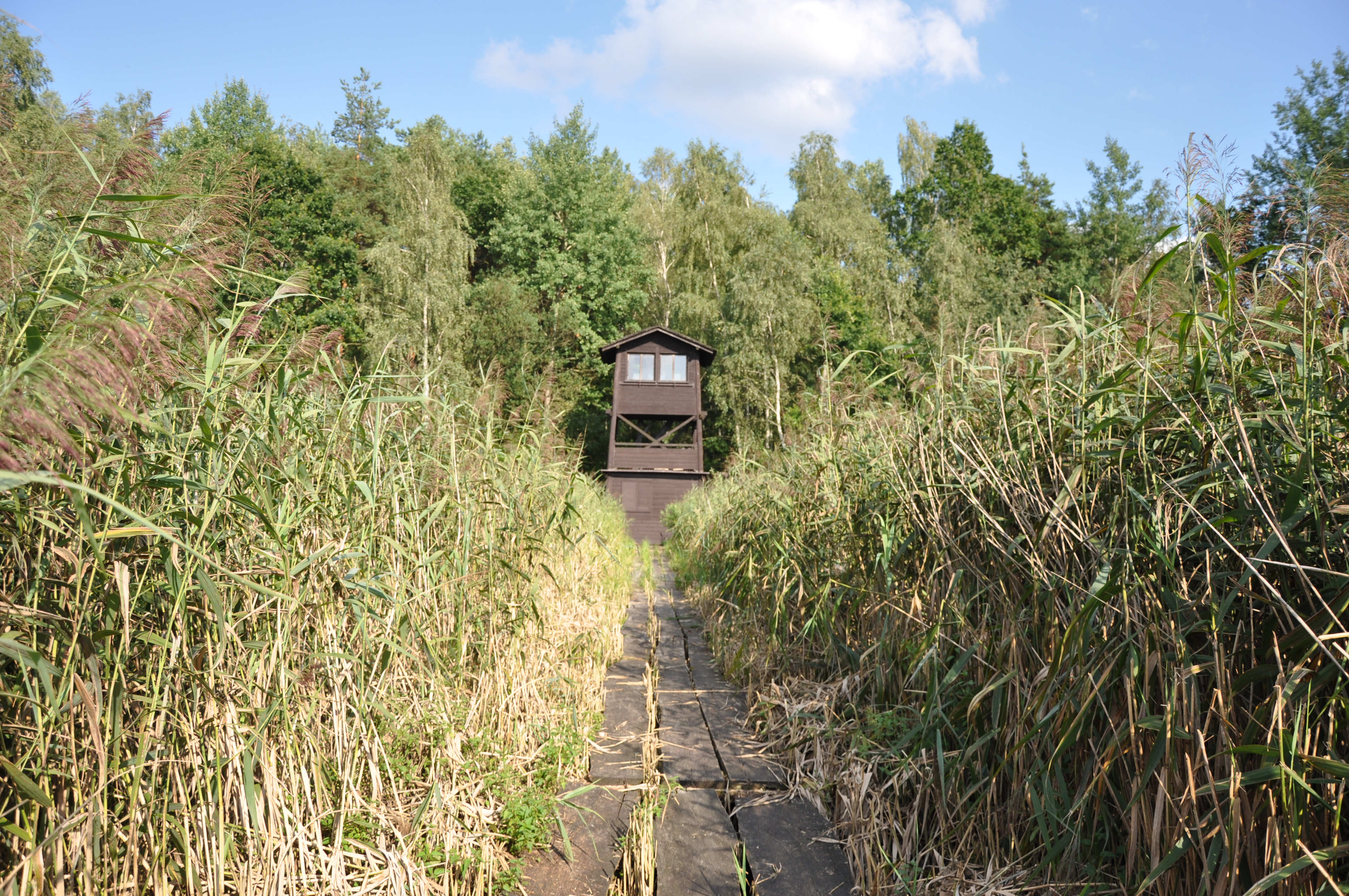
Z části volně přístupná pozorovací věž při pohledu od lávky vedoucí k rybníku

Rezervace byla roky jedinou chráněnou ornitologickou lokalitou v okrese Písek, zaměřovala se na ni proto pozornost ornitologů z Písecka. Do roku 1977 zde probíhala nepravidelná pozorování a odchyty divokého ptactva, od tohoto roku započalo pravidelné pozorování s odchytem a kroužkováním ptactva. Od roku 1982 přibylo pravidelné sčítání jednou za měsíc ptactva metodou bodového transektu. I přes to, že je na území zakázáno táboření, mají ornitologové výjimku v rámci akce „Acrocephalus“, kdy je kousek od břehu rybníka na konci července a začátku srpna vystavěn tábor. V jeho průběhu jsou ptáci chytáni do sítí, aby mohli být okroužkováni a následně opětovně vypuštěni do volné přírody. K roku 2011 proběhl již 35. ročník akce, kdy se během této doby podařilo okroužkovat přes 30 000 jedinců z více než 100 druhů.

## Turismus
Okolo východní strany rybníka vede tři kilometry dlouhá naučná stezka Řežabinec s dvanácti informačními tabulemi rozmístěnými okolo veřejné cesty, která směřuje od nádraží v Ražicích kolem železniční trati směrem k rybářské baště, dále okolo východního okraje rybníka k rybniční hrázi, přes vrch Pikárna. Zde se cesta napojuje na turistickou značku spojující Putim a Sudoměřské rybníky. Ve východní části rybníka je umístěna dřevěná pozorovací věž, která byla společně s naučnou stezkou vybudována Prácheňským muzeem v Písku. Věž je z části volně přístupná návštěvníkům. Na severní hranici chráněného území po hrázi rybníka Řežabinec prochází zelená turistická značka vedoucí z Putimi k památníku Žižkova mohyla. V chráněném území je dovoleno se pohybovat pouze po vyznačených stezkách a na přilehlém travnatém porostu. Platí zde zákaz sběru hub, táboření a rybolov.
V případě návštěvy lokality v rozmezí dubna až června má návštěvník možnost spatřit největší počet ptáků, podzim je pak vhodný pro spatření největšího množství ptačích druhů.
Na lokalitě se natáčela od 31. března do 17. května 1954 část filmu Jan Žižka, kterou režíroval Otakar Vávra.